# 샤르키야주

샤르키야주의 위치

샤르키야주(영어: Sharqia Governorate, 아랍어: محافظة الشرقيّة)는 이집트 북동부에 있는 주로, 주도는 자가지그이다.